# عملية الإعصار

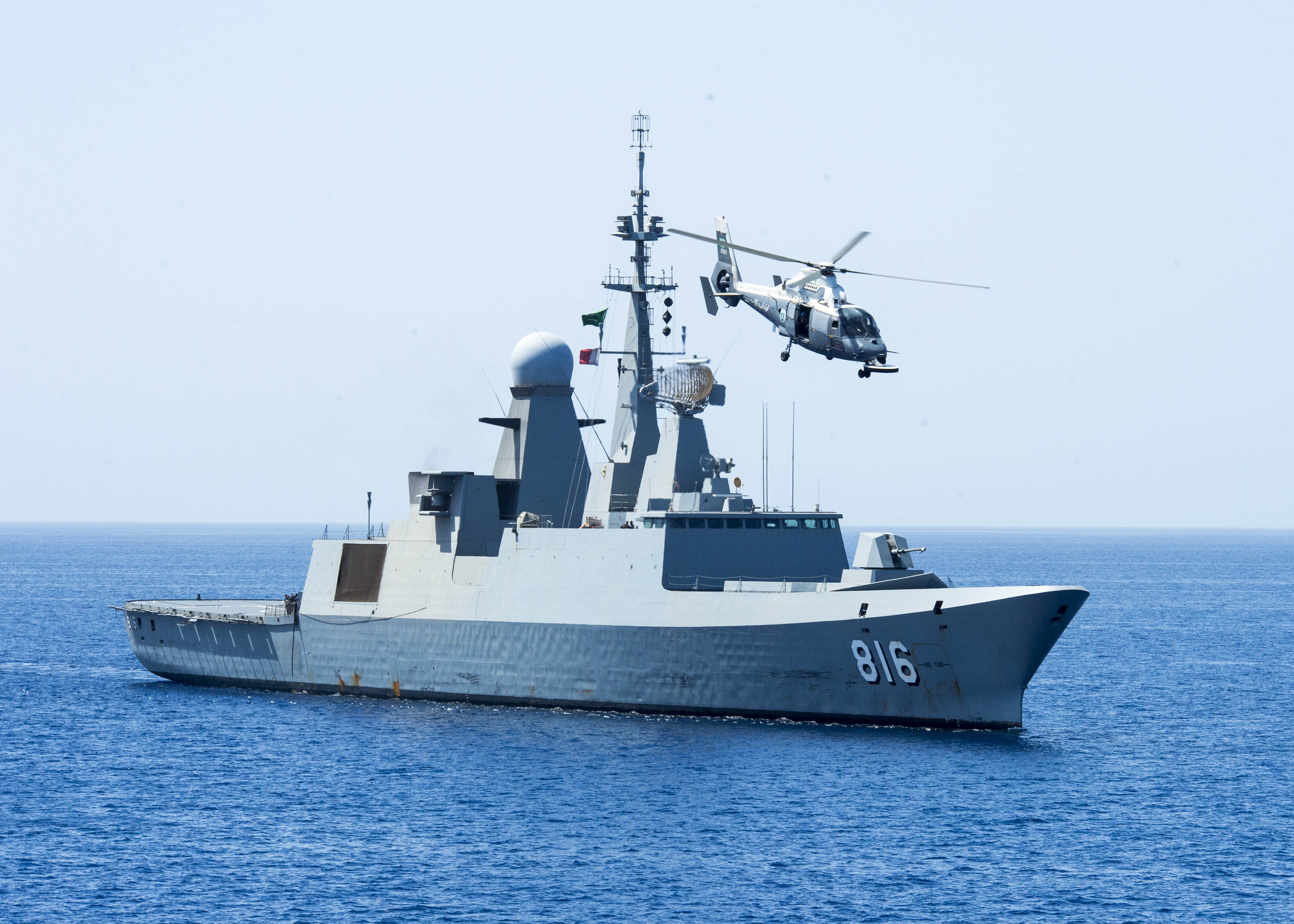
فرقاطة خادم الحرمين «الدمام» المزودة بطائرات يوروكوبتر دوفين، قامت بإجلاء الرعايا والصحفيين.

عملية الإعصار عملية خاصة سعودية بدأت في 28 مارس 2015، تهدف لإجلاء أكثر من 86 شخص في اليمن من منسوبي سفارة وقنصلية المملكة العربية السعودية، وعدد من البعثات الدبلوماسية للدول عربية وأجنبية الموجودة في اليمن، ونقلهم إلى قاعدة الملك فيصل البحرية في مدينة جدة. حيث قامت سفن القوات البحرية الملكية السعودية من الأسطول الغربي بتنفيذ عملية الإجلاء في المياه المواجهة لميناء عدن وبمشاركة الطيران البحري وعناصر من وحدات الأمن البحرية الخاصة. واستغرقت العملية 72 ساعة.
وكشف قائد الفرقاطة «الدمام 816» بعد نصف ساعة من وصوله إلى قاعدة الملك فيصل البحرية بجدة، تفاصيل إجلاء سفراء السعودية، وقطر، والقائم بالأعمال الإماراتية في اليمن، وموظفي تلك السفارات. وقد أعدت السفارة السعودية خطة للإجلاء بينما لدى الفرقاطة خطة قد تتدخل لإجلائهم بالقوة إذا لزم الأمر. حيث توجد طائرات للقتال وزوارق حربيه تستخدم في حال لزم الأمر.وأوضح أن فريق قناة الجزيرة، وفريق سكاي نيوز تم إجلاؤهم أيضاً، وجنسيات هندية وفلبينية وسودانية ممن يعملون في القنوات وفي السفارات، ولاحظ قائد السفينة سفناً إيرانية حربية في المياه اليمنية لكن السفينة السعودية الدمام استخدمت خطط الصمت الإلكتروني، التي تظهرها على أنها سفينة تجارية، وأكد أن عملية الإجلاء ركزت على خطط عبر 3 مواقع وتم اختيار الموقع الثالث كخيار آمن. حيث مكثت السفينة في الموقع ساعة واحدة بينما كانت عملية الإجلاء نصف ساعة فقط. وكان في استقبالهم قائد المنطقة الغربية اللواء الطيار الركن سعد بن علي القرني، وقائد الأسطول الغربي اللواء البحري الركن سعيد بن محمد الزهراني، وقنصل دولة الإمارات العربية المتحدة، وقنصل دولة قطر، وعدد من منسوبي وزارة الخارجية.